# Weingut Weninger
Koordinaten: 47° 35′ 12,8″ N, 16° 32′ 53,9″ O

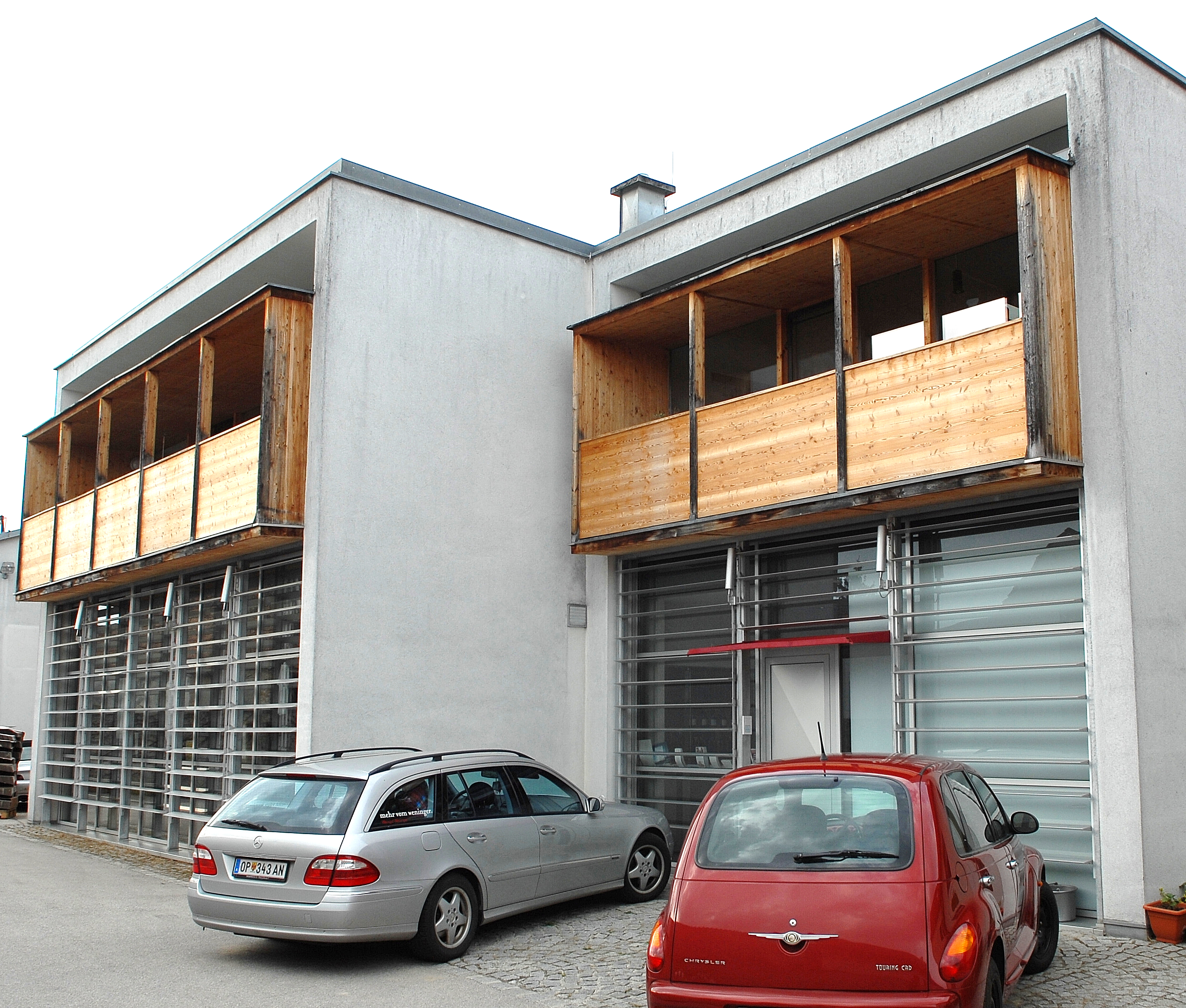
Das Weingut Weninger in Horitschon, Außenansicht

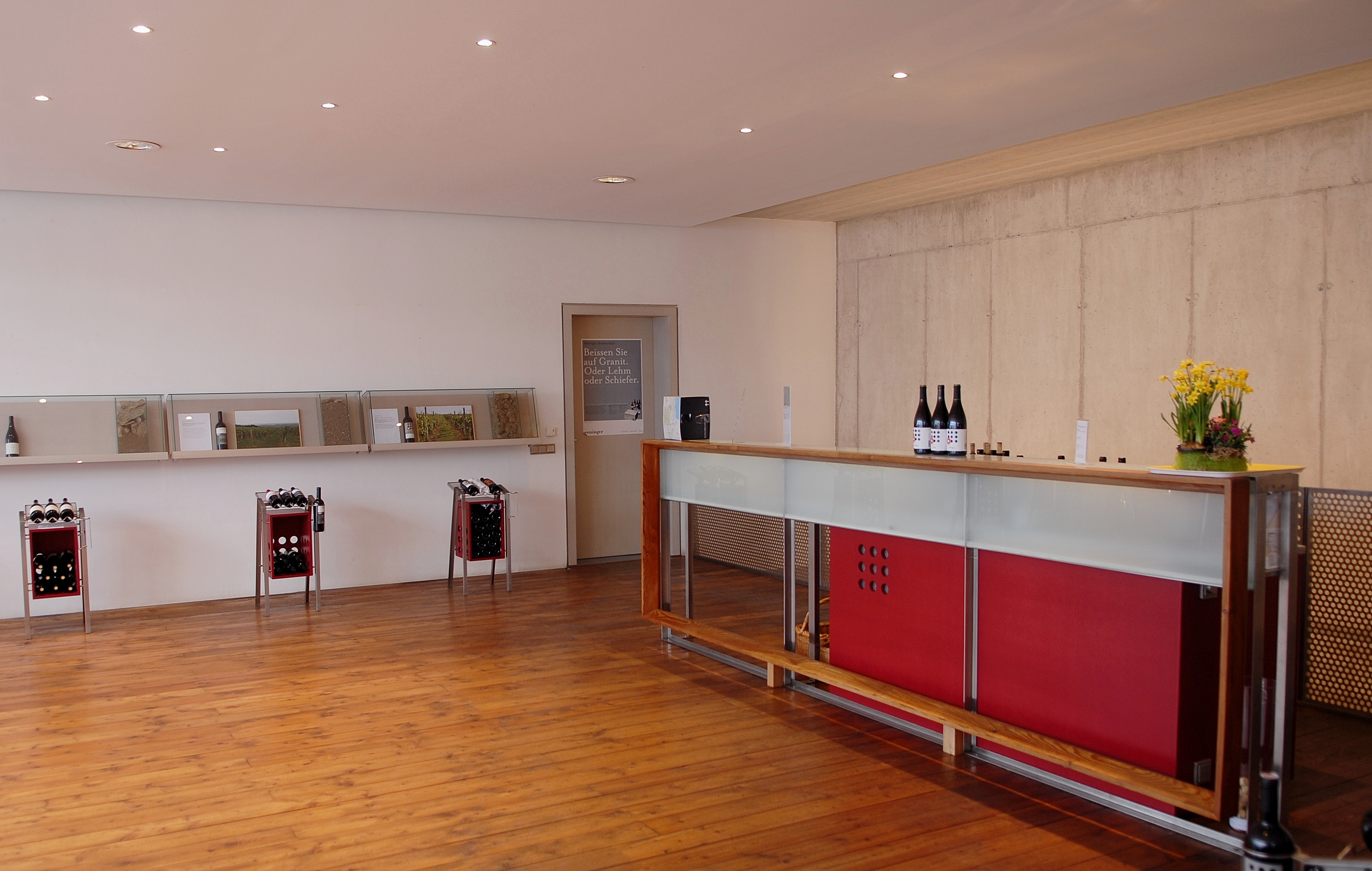
Das Weingut Weninger in Horitschon, Präsentationsraum

Das Weingut Weninger ist ein Weingut mit Sitz in Horitschon im österreichischen Mittelburgenland und im ungarischen Balf bei Sopron. Im südungarischen Ort Villány besteht ein Joint Venture mit dem ungarischen Winzer Attila Gere.

## Weninger Horitschon

### Geschichte
Die Erfolgsgeschichte des Weinguts begann im Jahr 1982, als Franz Weninger (* 2. Dezember 1953) den elterlichen Horitschoner Betrieb übernahm. Als einer der ersten mittelburgenländischen Winzer stellte er seinen Betrieb auf zeitgemäße Wirtschaftsweise mit Qualitätsweinerzeugung um. Im Jahr 1996 wurde Franz Weninger von Falstaff zum „Winzer des Jahres“ gekürt.
Franz Weninger verstand es immer wieder, sich rasch auf Innovationen einzustellen. Als erster mittlelburgenländischer Winzer stellte er sein Weingut ab 2005 auf einen Biobetrieb um. Das Weingut zählt in Österreich zu den Vorreitern einer geradlinigen Rotweinstilistik mit zurückgenommenem Holzeinsatz.
Im Jahr 2012 übernahm Franz Reinhard Weninger (* 6. Juli 1979), der zuvor das Weingut in Balf bei Sopron geleitet hatte, auch die Verantwortung im Horitschoner Betrieb. Dessen Vater, Franz Weninger, steht ihm weiterhin als Seniorpartner zur Seite.

### Architektur
Im Jahr 1998 wurde in Horitschon das neue Weingut errichtet, welches – in moderner Interpretation – typologisch den alten burgenländischen Bauernhöfen nachempfunden ist. In das lang gestreckte Anwesen sind neben einem Fasskeller, einer Verarbeitungshalle und einem hellen Degustationsraum auch ein Büro, der Wohnbereich sowie Gästezimmer einbezogen. Bestimmte Elemente im Betriebsbereich sind auf das markante Flaschenetikett abgestimmt.

### Lagen, Sorten
Zum Zeitpunkt der Betriebsübernahme durch Franz Weninger im Jahr 1982 wurde auf einer Anbaufläche von sieben Hektar gewirtschaftet. Aktuell beträgt die Anbaufläche 26 Hektar (Stand 2016). Das Weingut bewirtschaftet Weingärten in den besten Horitschoner Lagen. Der Blaufränkische ist die wichtigste Sorte im Betrieb. Weningers Blaufränkisch Dürrau, der seit 1999 im Sortiment ist, zählt zu den exklusivsten Rotweinen Österreichs. Weitere Blaufränkische kommen aus den Lagen Hochäcker, Kirchholz und Gfanger. Nur in guten Jahren erscheint Weningers Reserve-Cuvée Veratina. Aus Horitschoner Rieden stammen auch die Sorten Zweigelt, St. Laurent sowie Merlot. Weiters gibt es in Horitschon einen Weingarten mit Sauvignon-Blanc-Reben. Die Reben in Horitschon gedeihen überwiegend auf tiefgründigen, mittelschweren bis schweren Lehmböden mit zum Teil hohem Ton- und Eisengehalt. Die besten Weine stammen aus Weingärten mit alten Reben.
Im benachbarten Ort Ritzing gedeiht in der kalkhaltigen Riede Kalkofen Weningers Pinot Noir. Am südburgenländischen Eisenberg hat Weninger eine 0,6 Hektar umfassende Weingartenfläche mit schieferdurchsetzten Böden gepachtet. Von dort kommen der Blaufränkisch Saybritz, der Welschriesling und der Gemischte Satz.
Rund 30 Prozent der Produktion des Horitschoner Weinguts geht in den Export, und zwar vorrangig nach Deutschland, in die Schweiz und in die USA, weiters in die Niederlande, nach Japan, Skandinavien und Russland.

## Weninger Sopron-Balf

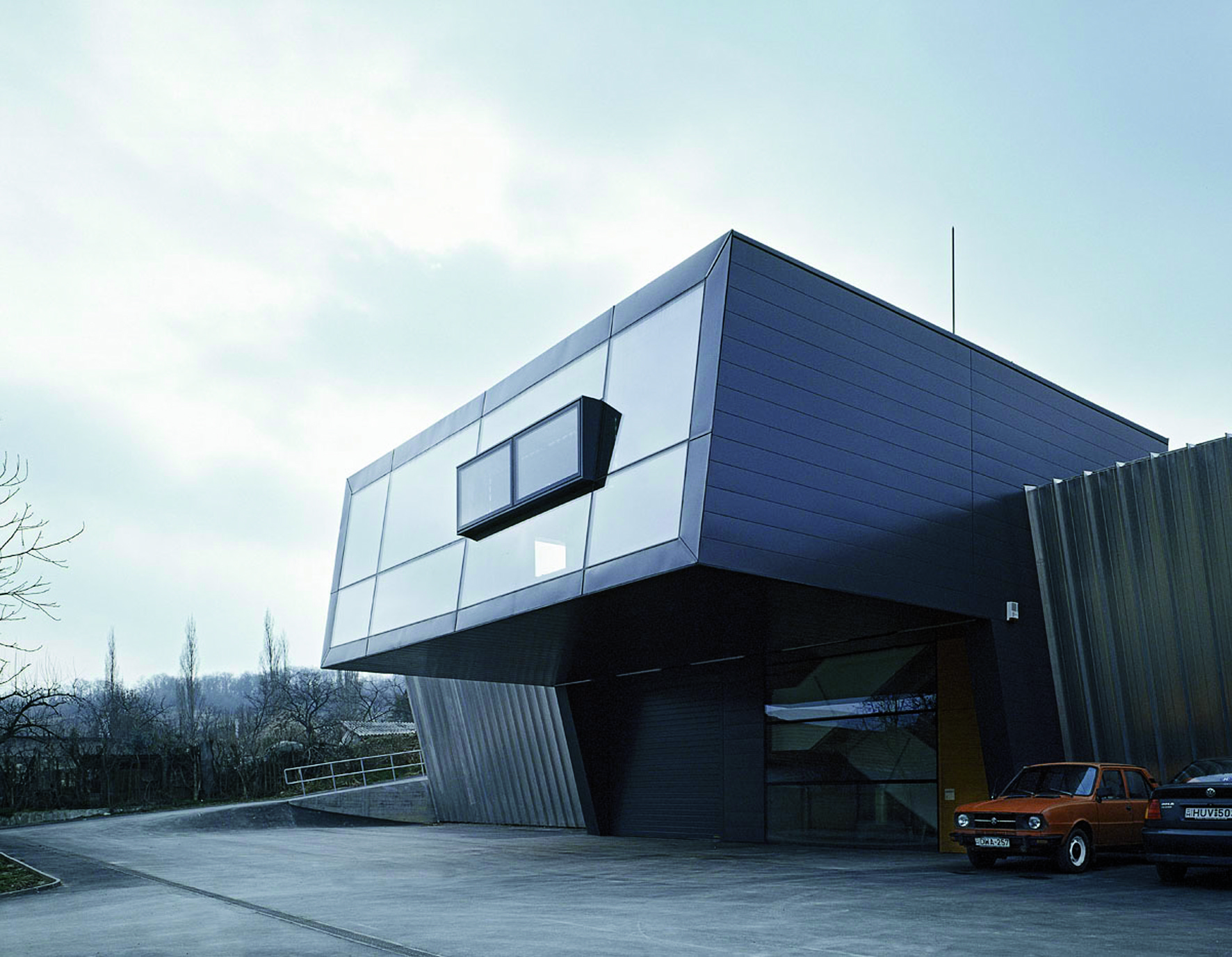
Das Weingut Weninger in Balf bei Sopron

### Geschichte
Seit 1997 betreibt die Familie Weninger in Balf bei Sopron (Ungarn) in den Lagen Spern Steiner und Frettner Weinbau. Franz Reinhard Weninger steht seit 2002 dem Betrieb in Balf bei Sopron vor (seit 2012 leitet er auch das Weingut in Horitschon). Im Jahr 2006 erfolgte in Balf die Umstellung auf biologische Wirtschaftsweise. Im gleichen Jahr erfolgte auch der Neubau des Weinguts in Balf.

### Lagen, Sorten
Die von Weninger rund um Balf bei Sopron bewirtschaftete Rebfläche beträgt 24 Hektar (Stand 2012). Premiumwein ist ein aus alten Reben gekelterter mineralischer Kékfrankos (Blaufränkischer) aus der Lage Spern Steiner, die mit Gneis und Glimmerschiefer durchsetzte mineralische Böden aufweist. Die Lage Spern Steiner gilt als Spitzenlage des Soproner Gebietes. Auch ein klassisch ausgebauter Kékfrankos im preisgünstigen Preissegment kommt aus dieser Lage. In der Lage Frettner bestehen die Böden aus Parabraunerde mit Ablagerungen von hochgradig verwittertem Grundgestein.
An Rebsorten finden sich in Balf neben Kékfrankos auch Merlot, Syrah, Pinot Noir, Cabernet Sauvignon, Cabernet Franc und Fehérburgundi (Pinot Blanc). Wie die Budapester Zeitung 2003 berichtete, zählen Weningers „Weine der Sorten Merlot und Syrah (…) zum Besten, was Ungarn derzeit in rot zu bieten hat.“
Rund 60 Prozent der Produktion wird direkt in Ungarn abgesetzt, der Rest geht in den Export (hauptsächlich nach Österreich, Deutschland, in die Schweiz und nach Großbritannien).

## Weninger & Gere in Villany
Im Jahr 1992 gründete Franz Weninger gemeinsam mit dem ungarischen Winzer Attila Gere unter dem Namen „Weninger & Gere Weingüterkooperation KFT“ im südungarischen Villány ein Joint Venture. Gemeinsam erwarben sie damals eine 15 Hektar umfassende Weingartenfläche, die ausschließlich mit Rotweinreben bestockt wurde. Das Sortiment umfasst Cabernet Sauvignon, Cabernet Franc, Blaufränkisch und Merlot.